# Frank Jordan (pallanuotista)
Frank Reginald Jordan (19 agosto 1932 – 13 marzo 2012) è stato un nuotatore e pallanuotista australiano.
Ha partecipato, come membro della Nazionale di pallanuoto, alle Olimpiadi di Helsinki 1952. Avrebbe dovuto anche partecipare come nuotatore, essendo stato selezionato per la 	staffetta 4×200 metri stile libero, ma alla fine non gareggiò.